# 約翰·歐拉
約翰·阿爾伯特·歐拉（Johann Euler）是一位瑞士—俄羅斯天文學家和數學家，對靜電學做出了貢獻。他是著名數學家萊昂哈德·歐拉的長子，曾擔任聖彼得堡俄羅斯科學院物理學教授，後來擔任負責該學院通信的會議秘書。
他的著作《電物理學原因研究》代表了最早透過基於可壓縮彈性以太的機械框架將電理論數學化的嘗試之一。

## 生平
約翰·歐拉父親是著名數學家萊昂哈德·歐拉，母親是卡塔琳娜·格塞爾，其祖母是著名的插畫家瑪麗亞·西碧拉·梅里安。1734年1月7日，卡塔琳娜與萊昂哈德·歐拉結婚，約翰·歐拉是他們13個孩子中的長子（其中只有5個成年）。
1741年至1766年，他在柏林度過了青年時代，之後返回俄羅斯，並於1766年被任命為聖彼得堡帝國科學院的物理學教授。從1769年起，他擔任會議秘書，負責監督科學院的通訊。
1758年，約翰·歐拉擔任天文學計算研究所所長。1771年，約翰·歐拉當選為瑞典皇家科學院外籍院士。

## 外部連結
- J. A. Euler's math genealogy
- L. Euler's students
- L. Euler's descendants
- The Eulers